# Saudi Arabia Snooker Masters
Saudi Arabia Snooker Masters - profesjonalny turniej snookera, rozgrywany jako turniej rankingowy w Arabii Saudyjskiej od 2024 roku.

## Historia
W marcu 2024 roku Arabia Saudyjska po raz pierwszy sprowadziła do kraju turniej zawodowy. W Rijadzie odbył się World Masters of Snooker, nierankingowy turniej zaproszeniowy dla 10 najlepszych graczy w światowym rankingu snookera. W kolejnym sezonie królestwo przystąpiło do World Snooker Tour z dużym turniejem. Kraj zainwestował ponad 2 miliony funtów w nagrody pieniężne, dzięki czemu Saudi Arabia Snooker Masters stał się drugim co do wielkości nagród turniejem w tourze po Mistrzostwach Świata, a tym samym drugim najważniejszym w światowym rankingu, który jest obliczany na podstawie wygranych nagród pieniężnych. Umowa na Saudi Arabia Masters została podpisana na 10 lat, a pierwsza edycja miała miejsce w sierpniu i wrześniu 2024 roku. Podobnie jak w Mistrzostwach Świata i trzecim co do wielkości turnieju, UK Championship, rywalizowało 144 zawodników: oprócz profesjonalistów, dzikie karty otrzymało 16 amatorów, w tym przypadku ze świata arabskiego. Wraz z turniejami Masters, turnieje te określano mianem turniejów „Major”. Zawodnicy, którzy łącznie uzyskali dwa maksymalne breaki w tych czterech turniejach, otrzymywali dodatkowy bonus sezonowy w wysokości 147 000 funtów. Zasada ta obowiązywała wcześniej w przypadku pozostałych trzech turniejów, tradycyjnej Potrójnej Korony.

## Zwycięzcy
| Rok                          | Miejsce                      | Zwycięzca                    | Wynik                        | Finalista                    | Sezon                        |
| Saudi Arabia Snooker Masters | Saudi Arabia Snooker Masters | Saudi Arabia Snooker Masters | Saudi Arabia Snooker Masters | Saudi Arabia Snooker Masters | Saudi Arabia Snooker Masters |
| ---------------------------- | ---------------------------- | ---------------------------- | ---------------------------- | ---------------------------- | ---------------------------- |
| 2024                         | Rijad – The Green Halls      | Judd Trump                   | 10-9                         | Mark Williams                | 2024/25                      |
| 2025                         | Dżudda – The Green Halls     | Neil Robertson               | 10-9                         | Ronnie O’Sullivan            | 2025/26                      |